# 吉備中央町
吉備中央町（きびちゅうおうちょう）は、岡山県の中部に位置する町。加賀郡に属する。

## 概要

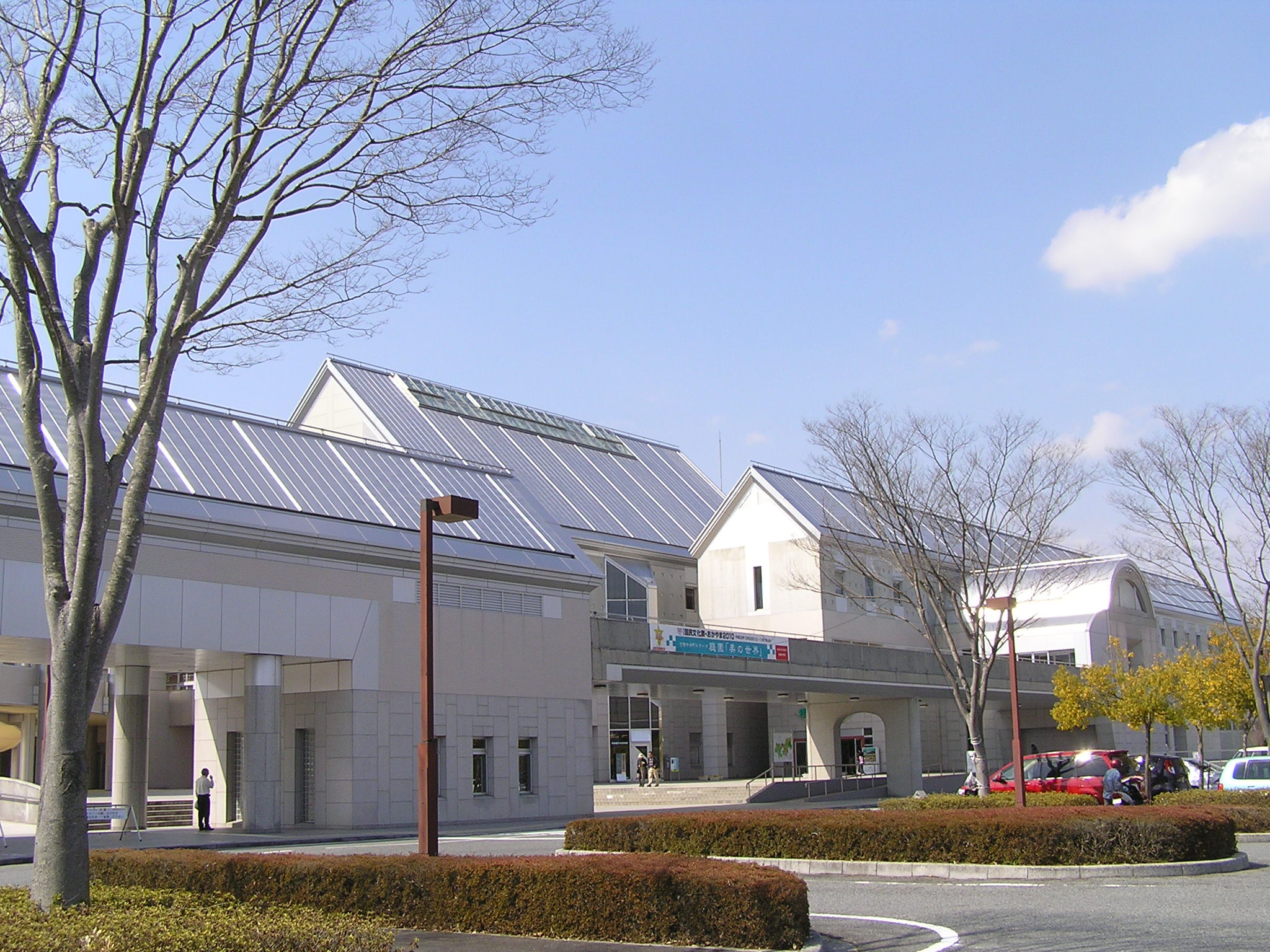
吉備高原都市センター区のきびプラザ

吉備中央町は岡山県の中心部（中心点：北緯34度54分35秒、東経133度49分58秒）に位置し、2004年（平成16年）に賀陽町と加茂川町が合併して誕生した。
町の中南部は吉備高原都市と呼ばれる、岡山県主導の保健・福祉・教育・文化・産業・レクリエーションの調和等を高めた都市開発が行われている。

### 町名について
「吉備中央」の名は町域が旧国名「吉備の国」の大部分を占める岡山県の「中央」に位置する事に由来している。決定にあたっては、海外を含め全国から募集し、合併協議会委員の無記名投票によって決定した。
加賀郡という郡名は旧町名（加茂川と賀陽）の頭文字を取って付けられた。

## 地理
町全域は標高 200 〜 697 m の吉備高原と呼ばれる高原地帯である。

### 地形
- 山 - 大平山、大和山、本宮山
- 河川 - 旭川、宇甘川、加茂川
- 湖沼 - 旭川湖、鳴滝湖

### 地域
高原地帯で比較的緩やかな地形であるため、人口分布は町内全域に分散し、人口空白地域は、中山間地域にありながら比較的少ない。吉備高原都市や賀陽庁舎周辺で集積がみられる。
住所一覧
- 加茂川地区
広面、上加茂、下加茂、美原、加茂市場、高谷、上野、平岡、竹部、上田東、上田西、細田、三納谷、円城、案田、高富、神瀬、小森、富永、下土井、和田、井原、豊岡下、三谷、大木、豊岡上、尾原、笹目、福沢、溝部、杉谷、粟井谷
- 賀陽地区
豊野、黒土、田土、湯山、納地、竹荘、上竹、吉川、黒山、北、岨谷、宮地、西

### 隣接している自治体・行政区
- 岡山市（北区）
- 総社市
- 高梁市
- 真庭市
- 久米郡美咲町

### 人口
| |                                            |  |
| 吉備中央町と全国の年齢別人口分布（2005年） | 吉備中央町の年齢・男女別人口分布（2005年） |  |
| ■紫色 ― 吉備中央町 ■緑色 ― 日本全国 | ■青色 ― 男性 ■赤色 ― 女性                  |  |
| 吉備中央町（に相当する地域）の人口の推移 \| 1970年（昭和45年） \| 17,814人 \| \| \| 1975年（昭和50年） \| 15,956人 \| \| \| 1980年（昭和55年） \| 15,366人 \| \| \| 1985年（昭和60年） \| 15,396人 \| \| \| 1990年（平成2年） \| 15,111人 \| \| \| 1995年（平成7年） \| 15,507人 \| \| \| 2000年（平成12年） \| 14,651人 \| \| \| 2005年（平成17年） \| 14,040人 \| \| \| 2010年（平成22年） \| 13,033人 \| \| \| 2015年（平成27年） \| 11,950人 \| \| \| 2020年（令和2年） \| 10,886人 \| \| |                                            |  |
| 総務省統計局 国勢調査より |                                            |  |
| 1970年（昭和45年） | 17,814人                                   |  |
| 1975年（昭和50年） | 15,956人                                   |  |
| 1980年（昭和55年） | 15,366人                                   |  |
| 1985年（昭和60年） | 15,396人                                   |  |
| 1990年（平成2年） | 15,111人                                   |  |
| 1995年（平成7年） | 15,507人                                   |  |
| 2000年（平成12年） | 14,651人                                   |  |
| 2005年（平成17年） | 14,040人                                   |  |
| 2010年（平成22年） | 13,033人                                   |  |
| 2015年（平成27年） | 11,950人                                   |  |
| 2020年（令和2年） | 10,886人                                   |  |

## 歴史

### 合併までの経緯
上房郡賀陽町と、御津郡加茂川町による協力関係の歴史は、1973年（昭和48年）11月の吉備高原都市建設促進協議会設置まで遡る。
2000年代の地方分権一括法施行（合併特例法改正）や三位一体の改革などによる市町村合併の動きが全国で進むと、2002年（平成14年）1月8日に町四役同士により合併研究会第1回会議を行った。以降、町幹部同士、町議員同士による数多くの研究会議と並行して両町内各地で住民説明会または住民懇談会を行い、同年7月29日に両町は法定協議会である「吉備高原中央地域合併協議会」を設置した。その後両町は2004年（平成16年）4月27日合併調印、5月19日岡山県に合併申請を行い、10月1日に合併した。

### 合併後
- 2004年（平成16年）10月1日 - 旧備中国の上房郡賀陽町と旧備前国（一部備中）の御津郡加茂川町が合併して加賀郡吉備中央町が発足。郡名は新たに加賀郡とされた。
- 2023年（令和5年）10月 - 浄水場から国の暫定目標値の28倍にあたる有機フッ素化合物が検出。一時、町内放送で水道水を飲まないように呼びかけが行われた[4][5]。その後、住民700人余りの血液を検査した結果、平均で健康リスク指標の約7.5倍のPFASが検出された[6]。
- 2025年（令和7年）4月 - ふるさと納税返礼品の返礼割合基準を満たせなくなってしまったことから、ふるさと納税の返礼品に米を選んだ利用者に対し、1口15kgとしていた米を8kgに減量して発送するか、返金するかの選択を求める通知を送付した[7]。

## 行政

### 町長
現職
- 山本雅則 （2012年10月24日就任、3期目。元吉備中央町教育委員会事務局長補佐）

歴代町長
| 代   | 氏名     | 就任日         | 退任日         | 備考             |
| ---- | -------- | -------------- | -------------- | ---------------- |
| 初-2 | 重森計己 | 2004年10月24日 | 2012年10月23日 | 前賀陽町長       |
| 3-5  | 山本雅則 | 2012年10月24日 | 現職           | 元吉備中央町職員 |

### 町役場
本庁
- 賀陽庁舎：吉備中央町豊野1番地2（旧賀陽町役場）
- 加茂川庁舎：吉備中央町下加茂1073番地1（旧加茂川町役場）
- 教育委員会事務局：吉備中央町吉川4860番地6（きびプラザ内）
- 水道事務所：吉備中央町吉川4382番地

支所・出張所
- 吉川支所：吉備中央町吉川4860番地6（きびプラザ内）
- 大和支所：吉備中央町西278番地
- 井原出張所：吉備中央町井原1番地1（井原コミュニティセンター内）

### 町議会
- 定数 : 12人
- 任期 : 2024年10月23日まで

| 所属党派   | 議員数 |
| ---------- | ------ |
| 無所属     | 11     |
| 日本共産党 | 1      |
| 合計       | 12     |

### 広域行政の管轄について
合併前は旧賀陽町を含む旧上房郡が高梁地域、旧加茂川町を含む御津郡が岡山地域と、異なる地域であったため、町発足当初は旧賀陽町域と旧加茂川町域で広域行政の管轄が異なるものがあった。
警察は旧賀陽町域が高梁警察署、旧加茂川町域が御津警察署の管轄であったが、2006年4月1日から全域が岡山北警察署（御津警察署から改称）の管轄となった。
消防は、合併前の旧加茂川町では消防団が救急業務を含めて担当していたのに対し、旧賀陽町は高梁市に委託としていたが、合併時に岡山市消防局への委託（岡山市西消防署吉備中央出張所）となり、高梁市とは委託を解消した。
ごみ処理事業は、旧加茂川町域は岡山市・吉備中央町の一部事務組合が、旧賀陽町域では高梁地域事務組合がそれぞれ行っていたが、2012年4月から高梁地域事務組合に統一された。
県の関係機関は、2005年4月1日に9地方振興局が3県民局に再編されたことにより、吉備中央町全域が備前県民局の管轄となった。

### マスコットキャラクター
- へそっぴー - 町のキャッチフレーズのロゴと町内で保護活動が盛んな渡り鳥のブッポウソウをモデルにしたもの[8]。

## 姉妹都市・提携都市

### 国内
- 恩納村（沖縄県 国頭郡）
  - 1998年10月31日友好交流縁組（旧・加茂川町）

### 国外
- 淮安市淮安区（中国 江蘇省）
  - 1993年友好交流都市提携（旧・賀陽町）

## 施設

### 主な病院
- 吉備高原ルミエール病院
- 独立行政法人労働者健康安全機構吉備高原医療リハビリテーションセンター

### 文化施設
- ロマン高原かよう総合会館

### スポーツ施設
- かもがわ総合スポーツ公園
- かよう総合スポーツ公園
- かもがわ武道館
- 吉備高原グラウンドゴルフ場

## 教育

### 小学校
町立
- 吉備中央町立加賀東小学校[9]
- 吉備中央町立加賀西小学校
- 吉備中央町立加賀南小学校

私立
- 吉備高原のびのび小学校[参 1]

### 中学校
町立
- 吉備中央町立加賀中学校（2014年4月開校）

私立
- 吉備高原希望中学校[参 2]

### 高等学校
私立
- 吉備高原学園高等学校（全寮制）

### 職業訓練施設
公共職業能力開発施設
- 国立吉備高原職業リハビリテーションセンター

### 廃校
- 岡山県立吉備北陵高等学校（2008年3月2日閉校）
- 吉備中央町立加茂川中学校（2014年3月閉校）[参 3]
- 吉備中央町立竹荘中学校（2014年3月閉校）[参 4]
- 吉備中央町立吉川中学校（2014年3月閉校）[参 5]
- 吉備中央町立大和中学校（2014年3月閉校）[参 6]
- 吉備中央町立津賀小学校 (2025年3月閉校)[参 7]
- 吉備中央町立円城小学校 (2025年3月閉校)[参 8]
- 吉備中央町立御北小学校 (2025年3月閉校)[参 9]
- 吉備中央町立上竹荘小学校(2025年3月閉校)[参 10]
- 吉備中央町立豊野小学校(2025年3月閉校)[参 11]
- 吉備中央町立下竹荘小学校(2025年3月閉校)[参 12]
- 吉備中央町立吉川小学校(2025年3月閉校)[参 13]
- 吉備中央町立大和小学校(2025年3月閉校)[参 14]
- 吉備中央町立吉備高原小学校(2025年3月閉校)[注 2][参 15]

## 経済

### 工業
吉備高原都市に研究学園区、産業区があり企業が進出している。
吉備高原都市に拠点を持つ企業
- パナソニック吉備
- 吉備ＮＣ能力開発センター
- オーニック
- 林原生物化学研究所吉備製薬工場
- エヌイーシ－ル吉備高原工場
- タカノフーズ中四国

町内に本社がある企業
- 吉田牧場
- 岡山化工
- シバムラグループ

### 金融機関
- 中国銀行（吉備高原都市支店）
- トマト銀行（賀陽支店）
- 備北信用金庫（賀陽支店）
- 岡山市農業協同組合（加茂川支所）
- 晴れの国岡山農業協同組合（賀陽支店、大和支店）

## 交通

### 鉄道
町内を走る鉄道はない。鉄道を利用する場合の最寄り駅は、JR西日本伯備線備中高梁駅（町西部）、津山線金川駅・福渡駅（町東部）となる。

### バス
高速バス、路線バスの太字は町内区間を示す。

#### 高速バス
- 中鉄北部バス（ロマンチックロード）
  - 天満屋バスステーション - 岡山駅 - 岡山商大前 - 田益（国立病院口） - 賀陽IC - 有漢IC - 北房水田 - 落合IC - 久世駅前 - 勝山

#### 路線バス
- 中鉄バス
  - 天満屋バスステーション - 岡山駅 - 楢津 - 芳賀佐山団地 - （吉備新線経由） - 国少口 - きびプラザ - 上野口 - リハビリセンター
  - 国立病院 - 免許センター - 金川駅 - 下加茂 - 加茂川中学校前 - 宮前 - 井原 - 福沢 / 杉谷（平日のみ運行）
  - 下加茂 - 二川 - 湯ノ瀬温泉 - 井原（平日のみ運行）
  - 総社南高北 - 総社駅 - 大和郵便局前 - 妙仙寺前 - 湯山口 - 田土 - 宮前（平日・土曜日のみ運行）
- 備北バス
  - 高梁バスセンター - 出口 - 正力 - 新町 - 神原 - 湯山口 - リハビリセンター - きびプラザ - 吉川
  - 高梁バスセンター - 楢井 - 一の瀬 - 坂本 - 大和郵便局前 - 東村
- 吉備中央町営バス
  - 妙仙寺 - 正力 - 新町 - 兼信
  - きびプラザ - 吉備高原口 - 岡山医療センター
  - 町内巡回バス「へそ8バス」

### 道路
高速道路
- 町内にあるインターチェンジ：岡山自動車道賀陽インターチェンジ

一般国道
- 国道429号
- 国道484号

県道
- 岡山県道31号高梁御津線
- 岡山県道49号高梁旭線
- 岡山県道57号総社賀陽線
- 岡山県道66号落合加茂川線
- 岡山県道72号岡山賀陽線（通称・吉備新線）
- 岡山県道78号長屋賀陽線
- 岡山県道156号賀陽有漢線
- 岡山県道305号黒土北線
- 岡山県道366号竹部加茂市場線
- 岡山県道369号尾原賀陽線
- 岡山県道371号豊岡上小森線
- 岡山県道372号下土井下加茂線

道の駅
- 道の駅かもがわ円城
- 道の駅かよう

## 通信

### 電話
市外局番は、賀陽地区全域と加茂川地区の吉備高原都市が0866（20〜29、40〜59） 、加茂川地区（吉備高原都市を除く）が0867（20、21、25、27、29〜36、39）となっている。
- 0866（20〜29、40〜59）エリア
  - 高梁市・真庭市（北房地区）・吉備中央町（賀陽地区全域と加茂川地区の吉備高原都市）
- 0867（20、21、25、27、29〜36、39）エリア
  - 美咲町（旭地区）・吉備中央町（加茂川地区（吉備高原都市を除く））

### 郵便
郵便番号は、以下の通りとなっている。
- 賀陽郵便局：716-11xx、716-12xx
- 大和郵便局：716-15xx
- 津賀郵便局：709-23xx
- 円城郵便局：709-24xx、709-25xx
- 新山郵便局：709-26xx

## 名所・旧跡・観光スポット・祭事・催事

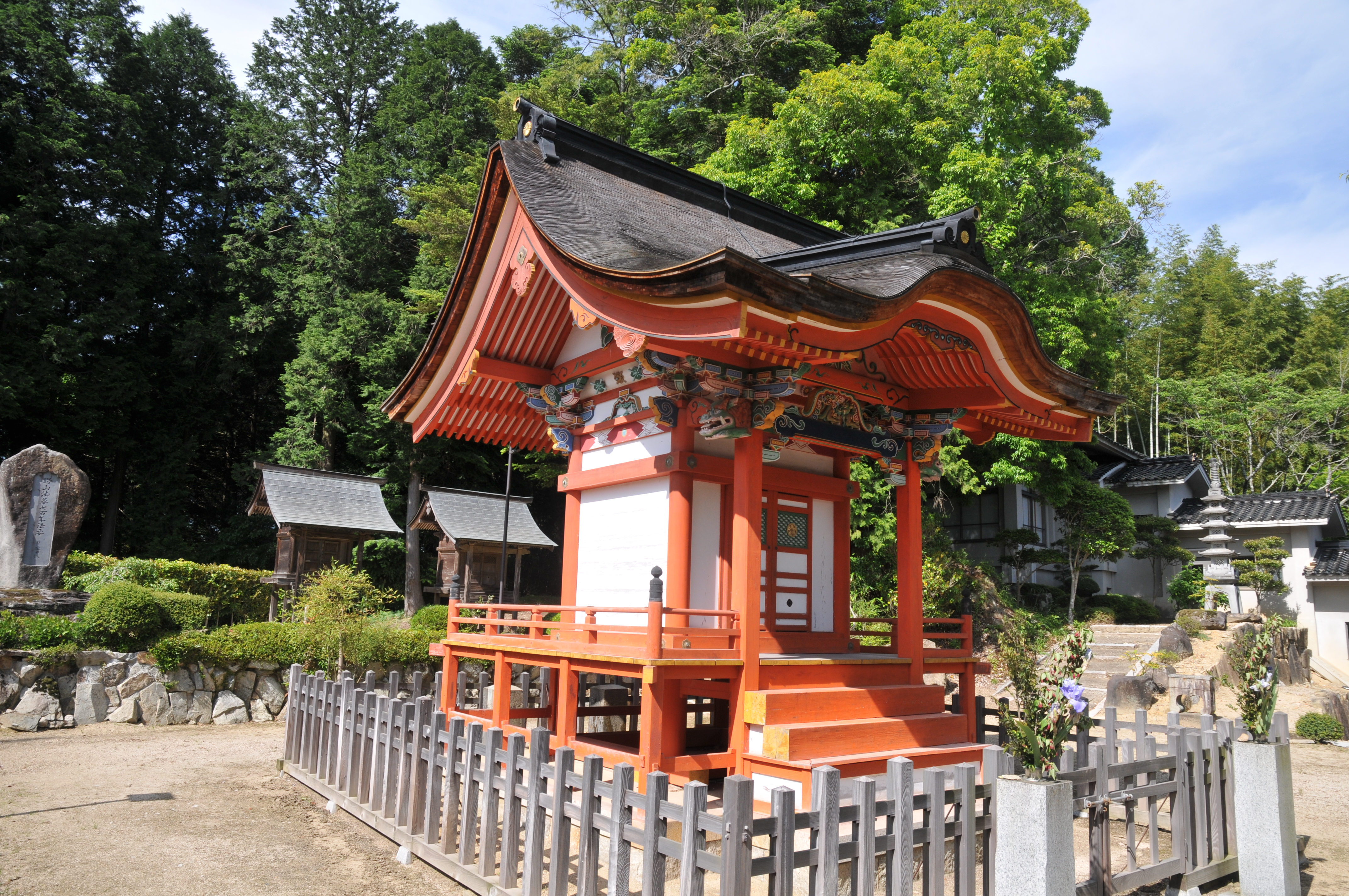
妙本寺番神堂（国の重要文化財）

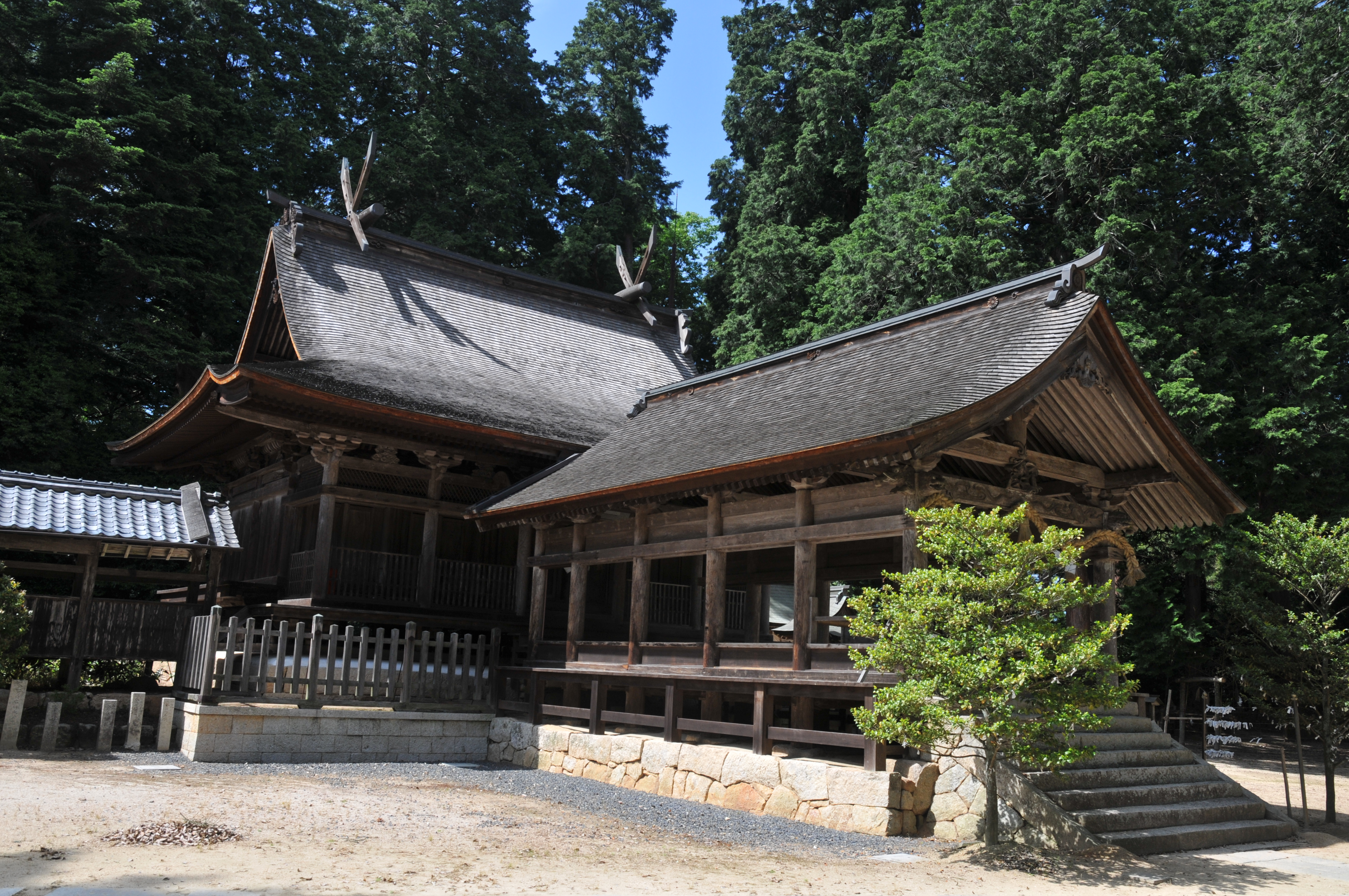
吉川八幡宮

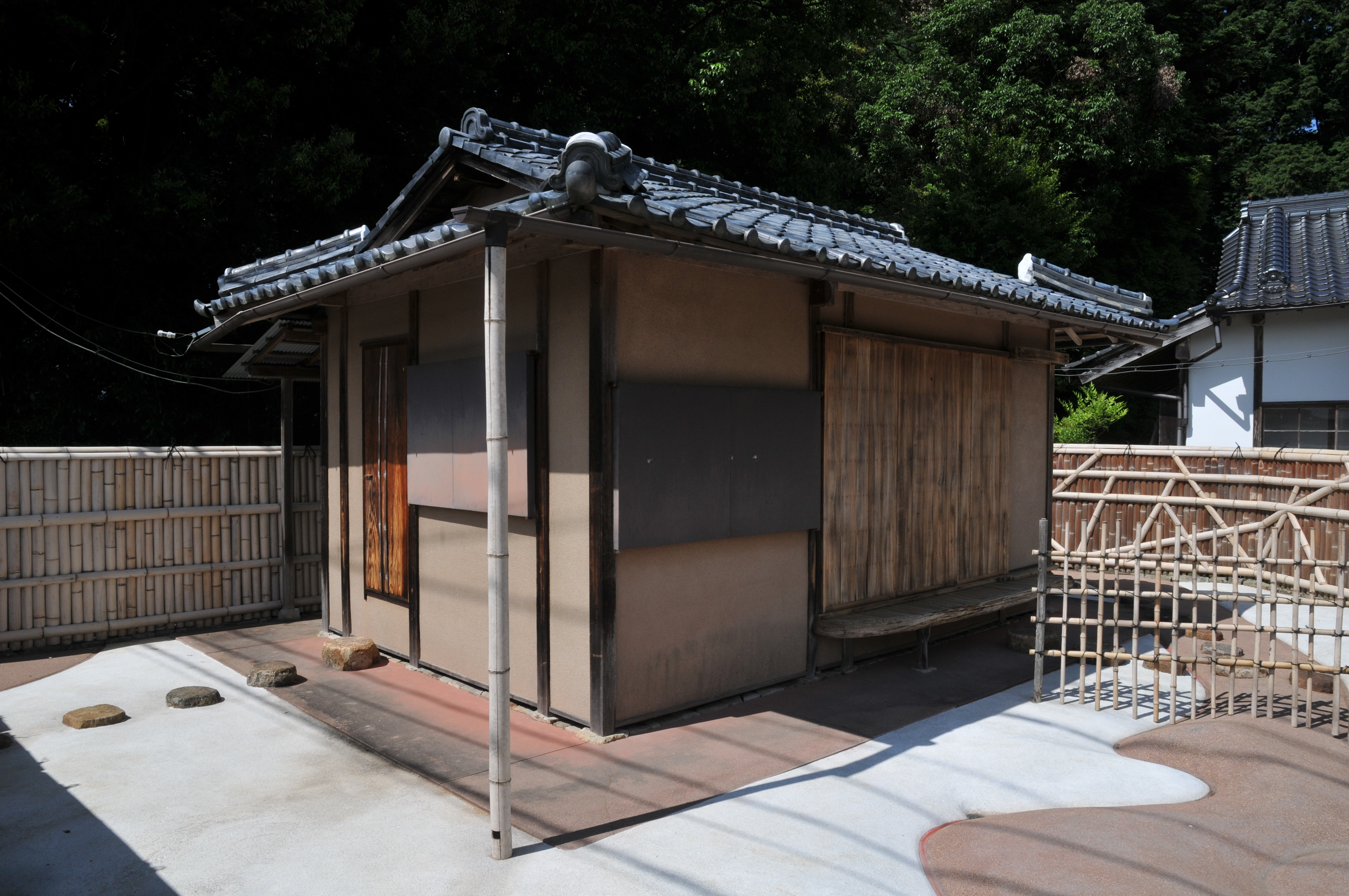
天籟庵。重森三玲の設計した茶室である

### 名所・旧跡・観光スポット
- 国立吉備青少年自然の家
- 宇甘渓
- 豪渓
- 円城ふるさと村
  - 円城寺
- 重森三玲記念館
- 天籟庵
- 妙本寺
- 吉川八幡宮
- 小森温泉
- 湯の瀬温泉

### 祭事・催事
- 加茂大祭（毎年10月第3日曜日、総社宮）
- 当番祭（毎年9・10月、吉川八幡宮）
- レインボーフェスティバル(7月　夏休みが始まる最初の土曜日)
- 案山子まつり(毎年8月の終わりから9月中旬にかけて)
- 鬼伝祭（毎年8月下旬）
- わっしょい和んさか吉備高原フェスタ(毎年10月第一又は第二日曜日)
- 念仏おどり（毎年8月16日、観音院）

### スポーツ大会
- 岡山吉備高原車いすふれあいロ－ドレ－ス（毎年10月）

## 出身有名人
- 岡崎嘉平太（実業家、元全日本空輸代表取締役社長）
- 河内洋輔（ノンフィクション作家）
- 佐藤勝彦（画家、書家、陶芸家）
- 重森三玲（作庭家・庭園史家）
- 増田優香子（アナウンサー、九州朝日放送アナウンサー）
- 和田佐規子（比較文学者）